# Sumberwaru (Wringinanom)
Sumberwaru is een bestuurslaag in het regentschap Gresik van de provincie Oost-Java, Indonesië. Sumberwaru telt 3820 inwoners (volkstelling 2010).